# فرانك براون
فرانك براون (بالإنجليزية: Frank Brown)‏ (1890 - ) هو مدرب كرة قدم ولاعب كرة قدم بريطاني (وحمل سابقاً جنسية المملكة المتحدة لبريطانيا العظمى وأيرلندا) في مركز نصف الجناح. لعب مع نادي بلاكبول وPontypridd United F.C. ‏.